# Камышевка (Орловский район)
Камышевка — хутор в Орловском районе Ростовской области.
Административный центр Камышевского сельского поселения.

## Население
| 2010 |
| ---- |
| 1374 |

## Улицы
| - ул. А. Муравина, - пер. Кооперативный, - ул. Лесная, - ул. Мира, | - пер. Мирный, - ул. Молодёжная, - пер. Садовый, - пер. Северный, | - пер. Советский, - пер. Социалистический, - пер. Театральный, - ул. Школьная. |

## Археология
Территория Ростовской области была заселена ещё в эпоху неолита. Люди, живущие на древних стоянках и поселениях у рек, занимались в основном собирательством и рыболовством. Степь для скотоводов всех времён была бескрайним пастбищем для домашнего рогатого скота. От тех времен осталось множество курганов с захоронениями жителей этих мест. Курганы и курганные группы находятся на государственной охране.
Поблизости от территории хутора Камышовки Орловского района расположено несколько достопримечательностей — памятников археологии. Они охраняются в соответствии с Федеральным законом от 25.06.2002 N 73-ФЗ «Об объектах культурного наследия (памятниках истории и культуры) народов Российской Федерации», Областным законом от 22.10.2004 N 178-ЗС «Об объектах культурного наследия (памятниках истории и культуры) в Ростовской области», Постановлением Главы администрации РО от 21.02.97 N 51 о принятии на государственную охрану памятников истории и культуры Ростовской области и мерах по их охране и др.
- Курганная группа «Камышовский II» из 15 курганов. Находится на расстоянии около 4,0 км к югу от хутора Камышовки.
- Курганная группа «Камышовский III» из 4 курганов. Находится на расстоянии около 6,0 км к юго-западу от хутора Камышовки.
- Курганная группа «Камышовский IV» (2 кургана). Находится на расстоянии около 2,5 км к северу от хутора Камышовки.
- Курганная группа «Новоегорлыкский II» (6 курганов). Находится на расстоянии около 3,7 км к юго-западу от хутора Камышовки.
- Курганная группа «Новоегорлыкский III» (3 кургана). Находится на расстоянии около 1,5 км к западу от хутора Камышовки[3].